# Cœurs brisés (film, 1935)
Pour les articles homonymes, voir Cœurs brisés.
Pour plus de détails, voir Fiche technique et Distribution.
Cœurs brisés (titre original : Break of Hearts) est un film américain réalisé par Philip Moeller, sorti en 1935.

Constance, jeune musicienne, tombe éperdument amoureuse d'un chef d'orchestre très célèbre : Frantz Roberti. Il la demande en mariage et lui jure un amour absolu. Lorsqu'elle comprend que cet amour idéal n'existe pas, elle le quitte, souffre à s'en rendre malade puis pour l'oublier, s'étourdit dans une vie mondaine qu'elle ne connaissait pas avec Johnny, le meilleur ami de son mari. Frantz se rend compte après l'avoir perdue, que la perte de cet amour le plonge dans l'abîme. Mais Johnny avoue à Constance son amour et la demande en mariage : elle comprend alors qu'elle n'a jamais cessé d'aimer Frantz.

## Fiche technique
- Titre : Cœurs brisés
- Titre original : Break of Hearts
- Réalisation : Philip Moeller
- Scénario : Victor Heerman, Sarah Y. Mason et Anthony Veiller d'après le roman de Lester Cohen
- Photographie : Robert De Grasse
- Montage : William Hamilton
- Musique : Max Steiner
- Direction artistique : Van Nest Polglase et Carroll Clark (associé)
- Costumes : Bernard Newman
- Producteur : Pandro S. Berman
- Société de production : RKO Pictures
- Société de distribution : RKO Pictures
- Pays d'origine :  États-Unis
- Format : Noir et blanc — 35 mm — 1,37:1 — Son : Mono (RCA Victor System)
- Genre : Film dramatique, Film romantique
- Durée : 78 minutes (1 h 18)
- Dates de sortie :
  - États-Unis : 16 mai 1935 (première à New York) | 31 mai 1935 (sortie nationale)
  - France : 4 octobre 1935

## Distribution
- Katharine Hepburn : Constance Dane Roberti
- Charles Boyer : Franz Roberti
- John Beal : Johnny Lawrence
- Jean Hersholt : Professeur Thalma
- Sam Hardy : Marx
- Inez Courtney : Miss Wilson
- Helene Millard : Sylvia DeWitt
- Ferdinand Gottschalk : Enrico Pazzini
- Susan Fleming : Elise
- Lee Kohlmar : Schubert
- Jean Howard : Didi Smith-Lennox
- Anne Grey (en) : Lady Phyllis Cameron
- Michael Visaroff (non crédité) : Joueur de basson